# تيدلي مسفيوة
تيدلي مسفيوة هي قرية أمازيغية جبلية مغربية وسط المملكة. تنتمي تيدلي مسفيوة لإقليم الحوز. تضم هذه القرية 21.106 نسمة (إحصاء 2004).